# Clemens Jabloner

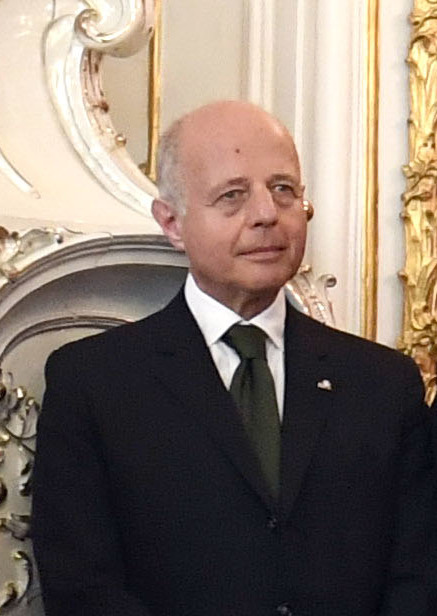
Clemens Jabloner (2019)

Clemens Jabloner (* 28. November 1948 in Wien) ist ein österreichischer Politiker und Hochschullehrer. Er war Präsident des österreichischen Verwaltungsgerichtshofs und ist Universitätsprofessor für Rechtstheorie an der Universität Wien. Er war von 3. Juni 2019 bis 1. Oktober 2019 Vizekanzler der Republik Österreich sowie von 3. Juni 2019 bis 7. Jänner 2020 Bundesminister für Verfassung, Reformen, Deregulierung und Justiz.

## Beruflicher Werdegang
Nach dem Studium der Rechtswissenschaften an der Universität Wien (Promotion zum Dr. iur. 1972) war er zunächst Vertragsbediensteter im Bundesministerium für soziale Verwaltung von 1974 bis 1975 und danach Universitätsassistent an der Universität Wien von 1975 bis 1978. Von 1978 bis 1991 war er Beamter im Bundeskanzleramt (BKA), zuletzt in der Funktion als Leiter der Sektion Zentrale Personalverwaltung. Im Jahr 1991 wurde er zum Vizepräsidenten und 1993 zum Präsidenten des Verwaltungsgerichtshofes bestellt. Diese Funktion übte er bis 2013 aus.
1988 habilitierte Jabloner an der Universität Wien mit einer Arbeit über die Mitwirkung der Bundesregierung an der Landesgesetzgebung, 1996 wurde er zum Universitätsprofessor für österreichisches Verfassungsrecht an der Universität Wien ernannt. Seit 2014 bekleidet er die „Hans-Kelsen-Professur“ am Institut für Rechtsphilosophie der Universität Wien.

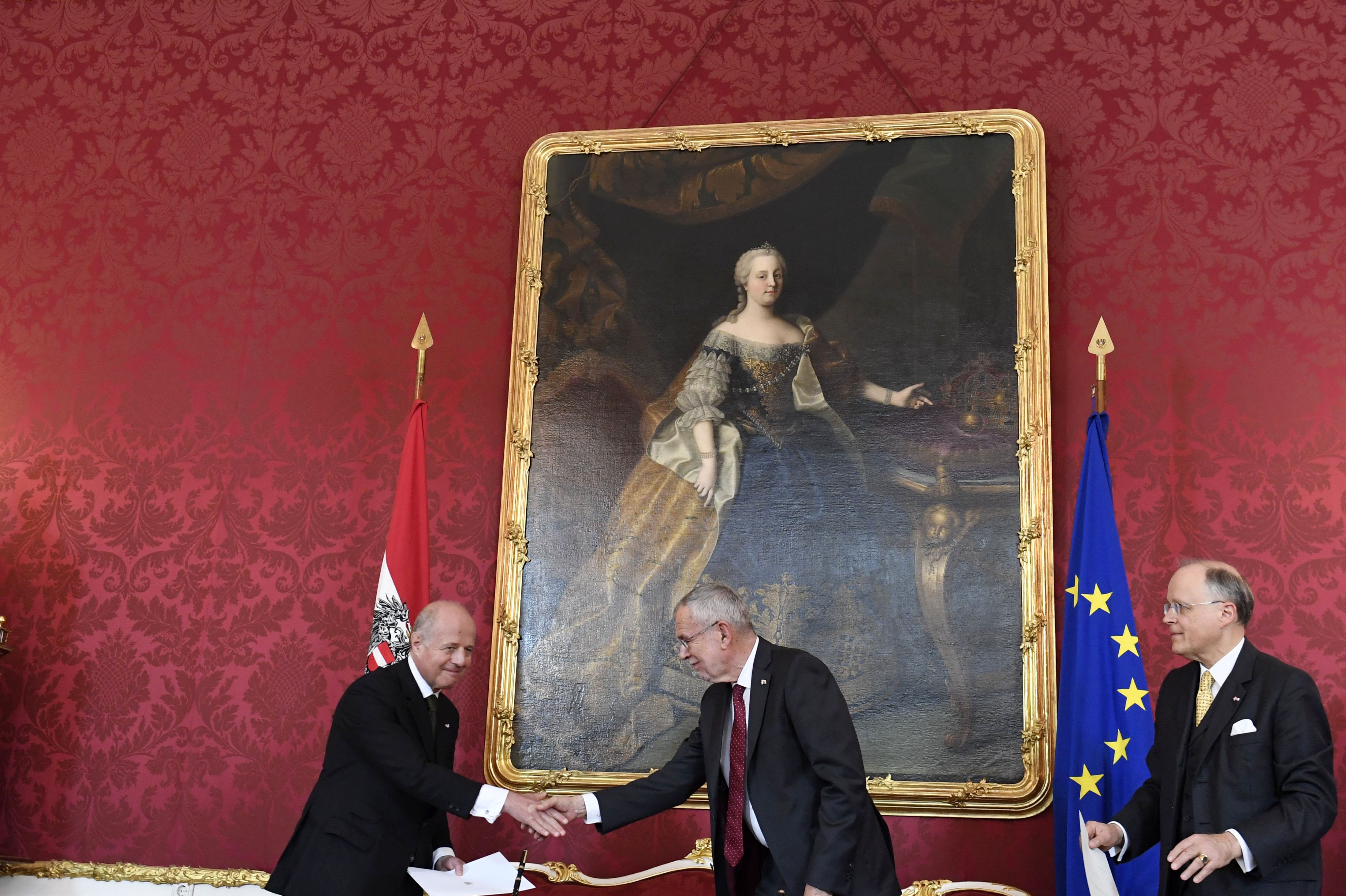
Clemens Jabloner (links) bei der Angelobung mit Bundespräsident Alexander Van der Bellen (2019)

Am 3. Juni 2019 wurde er als Vizekanzler und Justizminister in der Bundesregierung Bierlein, einer Experten- bzw. Beamtenregierung, von Bundespräsident Alexander Van der Bellen angelobt. Nach der Nationalratswahl im September 2019 wurde die Regierung vom Bundespräsidenten des Amtes enthoben. Gleichzeitig wurde Jabloner gebeten, die Geschäfte als Justizminister bis zur Angelobung der nächsten Bundesregierung weiterzuführen, die am 7. Jänner 2020 erfolgte.

## Sonstige Tätigkeiten
Clemens Jabloner ist seit 1993 Geschäftsführer des Hans-Kelsen-Instituts und war von 1998 bis 2003 Vorsitzender der Historikerkommission der Republik Österreich über den „Vermögensentzug“ auf dem Gebiet der Republik Österreich während der NS-Zeit. Weiters war er von 2003 bis 2005 Mitglied des Österreich-Konvents. Seit 2008 ist er Vorsitzender des beim BKA eingerichteten Kunstrückgabebeirats.

## Kritik

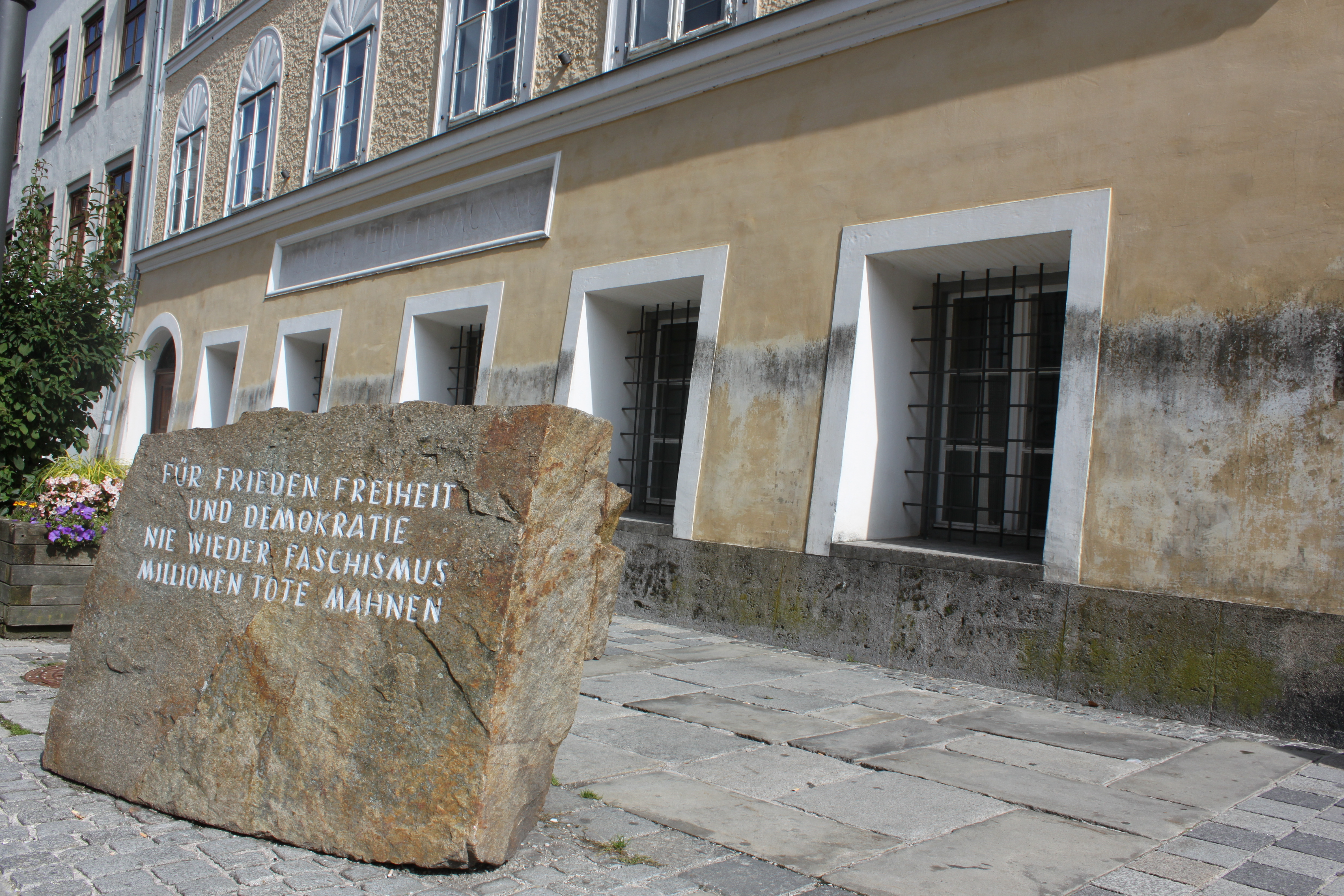
Der Mahnstein vor dem Hitler-Geburtshaus

Mit dem Wiener Historiker Oliver Rathkolb ist Clemens Jabloner für die Beseitigung des von Bürgermeister Gerhard Skiba 1989 errichteten Mahnsteins vor dem Hitler-Geburtshaus in Braunau am Inn eingetreten. Nach heftiger Kritik des Schriftstellers Ludwig Laher, des Historikers Dirk Rupnow und einer von der SPÖ Braunau und den Omas gegen Rechts am 4. Juli 2020 organisierten Kundgebung hat der Braunauer Gemeinderat einstimmig den Verbleib des Mahnsteins beschlossen. Jabloner hatte diese Empfehlung als Mitglied der vom Bundesministerium für Inneres einberufenen „Experten-Kommission zum historisch korrekten Umgang mit dem Geburtshaus Adolf Hitlers“ ausgesprochen. Der Gedenkstein sollte laut Sektionschef Hermann Feiner möglichst im Haus der Geschichte Österreich untergebracht werden.

## Privates
Jabloners Eltern haben einander im Shanghaier Ghetto kennengelernt, wohin sie aufgrund des Nationalsozialismus geflohen waren: Der Vater, Hans Jabloner, stammte aus Wien, führte in Shanghai ein Restaurant und eröffnete nach der Rückkehr in Wien das Café „Altes Rathaus“, das zum Treffpunkt der ehemaligen Emigrantinnen und Emigranten aus Shanghai („Shanghailänder“) wurde; zu diesen zählte unter anderen auch der Vater von Michael Landau. Clemens Jabloners Mutter, Jutta Jabloner, stammte aus Memel in Ostpreußen und starb 2020 im 100. Lebensjahr. 2020/21 behandelte eine Ausstellung im Jüdischen Museum Wien das jüdische Exil in Shanghai. Bei der Eröffnung der Ausstellung war Clemens Jabloner einer der Ehrengäste. Über das Exil seiner Eltern in Shanghai hat Jabloner auch anlässlich des Holocaust-Gedenktags 2022 berichtet.
Jabloner ist verheiratet und Vater von drei Kindern.

## Auszeichnungen
- 2000: Großes Goldenes Ehrenzeichen am Bande für Verdienste um die Republik Österreich[13]
- 2005: Marietta und Friedrich Torberg-Medaille
- 2006: Verleihung des Ehrendoktorats der Rechtswissenschaften für seine herausragenden wissenschaftlichen Leistungen und für die verantwortungsvolle Führung seines Amtes durch die Universität Salzburg
- 2009: Großes Goldenes Ehrenzeichen für Verdienste um das Land Wien[14]
- 2009: Ehrenmitglied der philosophisch-historischen Klasse der Österreichischen Akademie der Wissenschaften
- 2015: Österreichischer Verfassungspreis
- 2021: Preis der Stadt Wien für Geistes-, Sozial-, Kultur- und Rechtswissenschaften[15][16][17]

## Veröffentlichungen
- Die Mitwirkung der Bundesregierung an der Landesgesetzgebung. Verlag Österreich, Wien 1989, ISBN 978-3-7046-0138-4.
- (mit Brigitte Bailer-Galanda u. a.): Vermögensentzug während der NS-Zeit sowie Rückstellungen und Entschädigungen seit 1945 in Österreich. Forschungsbericht der Historikerkommission der Republik Österreich. Band 1: Zusammenfassungen und Einschätzungen. Schlußbericht (2003), ISBN 3-7029-0474-3 (Digitalisat).
- Der Jurist in der Zeitgeschichte In: Horst Dreier, Dietmar Willoweit (Hrsg.): Würzburger Vorträge zur Rechtsphilosophie, Rechtstheorie und Rechtssoziologie Heft 31, Nomos, Baden-Baden 2004, ISBN 3-8329-0433-6, S. 5–30 (Digitalisat).